# Marie-Louise Dähler
Marie-Louise Dähler ist eine Schweizer Cembalistin. Als solche ist sie Continuospielerin, Kammermusikpartnerin und Solistin, die auch improvisatorisch arbeitet.

## Leben und Wirken
Marie-Louise Dähler wuchs in einer Berner Musikerfamilie auf. Im Alter von fünf Jahren begann sie mit dem Cembalospiel und studierte später in Bern bei ihrem Vater Jörg Ewald Dähler und in Zürich bei Johann Sonnleitner. Ihre Diplome schloss sie mit Auszeichnung ab.
Ihr Aufnahmedebüt gab sie mit Wolfgang Schulz, dem Soloflötisten der Wiener Philharmoniker; sie nahmen die Flötensonaten von Bach auf CD auf. 1995 war sie auf dem Album Changements des Labels Col Legno mit Musik des Komponisten Rudolf Kelterborn zu hören.
Seit 1999 arbeitet sie musikalisch mit dem Schweizer Violinisten Paul Giger zusammen.
Sie tritt regelmäßig als Solistin und in Kammermusikensembles auf. Daneben arbeitet sie seit 2004 als Musikpädagogin am Musikzentrum St. Gallen.
Darüber hinaus unterrichtet sie an der Pädagogischen Hochschule SG in Rorschach, die sich seit 2012 Pädagogische Hochschule St. Gallen nennt. Dort ist sie dem Fachbereich Instrumentalunterricht am 
Institut Kulturelle und Ästhetische Bildung zugeordnet.

## Diskografie (Auswahl)
- Changements. Rudolf Kelterborn, München / Col-Legno Musikprod., (1995)
- zusammen mit Paul Giger (Violine): Towards silence. ECM-Records-Verlag, Gräfelfing / Universal Music, Berlin, Vertrieb 2007[4]